# 2019冠狀病毒病貝寧疫情
2019冠状病毒病贝宁疫情，介绍在2019新型冠狀病毒疫情中，在贝宁发生的情况。

## 时间轴
当地时间3月16日，贝宁卫生部宣布该国确诊首例病例。
患者是一名布基纳法索男性，49岁，2月21日离开布基纳法索前往比利时，3月4日由比利时返回布基纳法索，3月12日从布基纳法索出发抵达贝宁，并于当天和13日在当地开展业务，而未遵守机场对其进行自我隔离的要求。
患者之后出现感冒、发烧、咳嗽等症状，于3月14日去诊所就诊，15日在首都科托努接受隔离治疗和样本检测，随后确诊。